# Mario Rigoni Stern
Mario Rigoni Stern, italijanski pisatelj in alpinec, * 1. november 1921, Asiago, Italija, † 16. junij 2008, Asiago, Italija.

## Življenje
Rigoni Stern je bil potomec zadnjega kanclerja federacije Planote sedmih občin, samostojne državice na robu pokrajin Vicenza in Trento, ki jo od nastanka v 13. stoletju ob Švici uvrščamo med najstarejše demokratične federacije na svetu. Kot tretji od osmih otrok, sedmih bratov in ene sestre, je odraščal med planšarji in pastirji. Rigonijevi z družinskim imenom Stern so laneno in volneno blago ter lesne izdelke trgovali z velikimi dolinskimi mesti med Padovo in Benetkami. Po zaključeni poklicni šoli je vstopil v družinske posle, dokler ni tik pred drugo svetovno vojno kot prostovolec vstopil v vojaško šolo alpinizma v Aosti. V vrstah alpincev se bojeval na zahodni fronti v Franciji, v albansko-grški ofenzivi ter nazadnje v Rusiji, kjer je doživel vojaško katastrofo na reki Don pozimi med letoma 1942 in 1943. Iz gorečnega domoljuba se je takrat prelevil v mirovniškega evropeista.
Po kapitulaciji Italije septembra 1943 je Rigoni Stern zaradi zavrnitve sodelovanja v Italijanski socialni republiki bil deportiran v vzhodnoprusko taborišče Hohenstein, kjer je doživel osvoboditev Rdeče armade.
Po vojni se vrnil na rodno planoto Asiago, kjer se je po petnajstih letih službovanja na katastrskem uradu zaradi zdravstvenih razlogov odločil za pisateljski poklic. Vse življenje strasten lovec, je nazadnje umrl za rakom.

## Delo
Rigoni Stern je po mnenju Prima Levija eden največjih sodobnih italijanskih pisateljev. Njegova literarna zapuščina obsega 29 samostojnih književnih del, pet poznih, pretežno posthumnih preglednih zbirk in pet posvečenih dokumentarnih filmov. K temu gre dodati številne literarne nagrade, državljanska priznanja, vojaška in civilna odlikovanja, častna občanstva in celo poimenovanje asteroida 12811 (1996 CL7). Prejel je naziv častnega doktorja (honoris causa) iz gozdarskih in okoljskih ved v Padovi in političnih ved v Genovi.
S filmskim portretom se mu je poklonil dramaturg in režiser Marco Paolini (Ritratti: Mario Rigoni Stern, 1999).
Avtorjevo življenjsko delo je literarni prvenec Narednik v snegu (Il sergente nella neve, 1953), avtobiografski roman o tragični izkušnji italijanskega podoficirja na ruski fronti. Pisatelja in omenjeni roman je prvi odkrilpisatelj in založnik Elio Vittorini, s katerim se je Rigoni Stern srečal v začetku petdesetih let. S tem delom se Rigoni Stern uvršča med velike literarne pripovednike druge svetovne vojne in najvidnejše predstavnike italijanskega neorealizma, ob boku Alberta Moravie, avtorja romana Neprizadeti (Gli indifferenti, 1929).

## Prevedena dela
- Življenja s planine. Izbor, prevod in slovarček Jernej Šček, v: Sodobnost, let. 85, št. 10 (oktober 2021), str. 1382–1398.
- Divjerasli arboretum. Prevod in spremna beseda ("Gozdarjenje za dušo") Jernej Šček. UMco, Ljubljana 2022.